# 梓ゴルフ場事件
梓ゴルフ場事件（あずさゴルフじょうじけん）は、東京地方裁判所の現職裁判官が、担当する破産企業の管財人だった弁護士との間で贈収賄を授受したとされた日本の司法をめぐる汚職事件である。1981年に発覚し、贈賄側の弁護士をめぐっては他の裁判官との間でも癒着が疑われ、複数の裁判官が処分を受ける事態となった。

## 概要
倒産企業が更生できるかどうかを決める立場にあった東京地裁民事二十部（破産部）では年間250件を超える破産事件が持ち込まれ、それが少数の裁判官に任される状況にあり、汚職が起きやすい環境にあった。
東京地裁民事二十部の担当裁判官であったAは、1976年に会員権乱発などずさんな経営がもとで97億8000万円の負債を抱えて倒産した梓ゴルフ場を経営する新日本興産の管財人に、司法修習同期のB（弁護士）を選任した。同期の気安さから、二人は急速に親密さを増して、AはBの事業を援助（後述）するほどだった。Aが山形地方裁判所鶴岡支部長に転出した後も二人の連絡は続き、谷合克行ら破産部担当の裁判官を紹介した。谷合は法政大学卒業後、民間会社の夜警として働きつつ司法試験に合格し、1973年、鹿児島地方裁判所判事補に任官。千葉地方裁判所・同家庭裁判所を経て、1979年に東京地方裁判所判事補・東京簡易裁判所判事として赴任していた。谷合は現場検証と称してBと無料のゴルフをし、Bからゴルフセット1式、背広2着など計30万円を受け取った。
1981年に事件化し、谷合とBとBの秘書の3人が贈収賄罪で逮捕された。日本の現職裁判官の逮捕はこれが最初であった。捜査中には、Bの下で破産経理をしていた人物が自殺する事件が発生している。
3人とも起訴猶予処分となったが、谷合は同年4月17日に弾劾訴追請求された上で同年11月6日に弾劾罷免され、Bは1983年に弁護士会から除名となった。谷合への弾劾裁判の過程では「マジメ裁判官がヤリ手弁護士に押しつけられた」というイメージが国会議員14人で構成する裁判員への同情を呼んで、熊谷太三郎参議院議員が罷免に反対して辞表を提出した経緯があり、罷免の判決の中でも「近い将来、資格回復裁判を求め在野法曹として再起することを期待する」と将来の救済措置に言及する異例の扱いであった。
1986年12月に裁判官弾劾裁判所は、谷合に対して法曹資格を回復することを決定した。谷合は2005年時点で鹿児島弁護士会に所属している。

## 関連して発覚した不祥事
Bが設立した会社に祝儀として30万円を出した宇都宮地方裁判所長と10万円を出した司法研修所教官が厳重注意処分を受けたのを含めて、監督責任などで裁判官と裁判所職員計15人が処分を受けた。さらにこの事件に関連して、法務省入国管理局審議官がBから20万円相当の美術品やゴルフクラブを貰ったとされ突然に辞職し、検事や検察事務官ら計15人が事件発覚以前にBのあっせんによりコンペゴルフを開き賞品を貰っていたことが発覚して捜査から外されたりした。
AはBが設立した会社に夫婦で600万円を貸し、Bから2800万円で買った宅地などを2ヶ所（支払済み代金3050万円）を担保に提供して連帯保証人になる等が発覚したが、もらった賄賂は証明できずに最高裁判所から弾劾罷免を請求されず、仙台高等裁判所の分限裁判で戒告処分となって山形地裁鶴岡支部長を解任された。弁護士37人から裁判官訴追委員会にAに対して罷免訴追請求がなされ、訴追委員会では訴追派と不訴追・訴追猶予派との間で激しい議論となり、1982年2月に罷免票が3分の2以上に至らず不訴追となった。
Aは浦和地方裁判所川越支部判事の職にあった1983年7月9日に、浦和市のスーパーマーケットで魔法瓶（3980円）を万引きした容疑で警察に突き出された。東京高等裁判所はAを戒告処分とし、同年9月6日にAは依願退官した。